# Lorediplon
Lorediplon (INN) là một loại nonbenzodiazepine thuộc họ pyrazolopyrimidine đang được theo đuổi như một phương pháp điều trị chứng mất ngủ nhưng chưa hoàn thành sự phát triển.